# Feuilleea saponaria
Feuilleea saponaria là một loài thực vật có hoa trong họ Cucurbitaceae. Loài này được (Lour.) Kuntze mô tả khoa học đầu tiên năm 1891.